# 共和園芸農業協同組合
共和園芸農業協同組合（きょうわえんげいのうぎょうきょうどうくみあい）は、長野県長野市に本部を置く果物の専門農協。略称「共和園協（きょうわえんきょう）」。

## 組合員数
- 314人

## 所管区域
- 長野市共和地区[1]（篠ノ井岡田）

## 沿革
1948年（昭和23年）6月に共和村園芸農業協同組合として設立。

## 主な産物
主な産物は「りんご」で品種もつがる・紅玉・秋映・陽光・シナノスイート・シナノゴールド・王林・サンふじなど幅広い。